# Gare de Dénesfa
La gare de Dénesfa (en hongrois : Dénesfa vasútállomás) est une halte ferroviaire hongroise, située à Dénesfa.